# Peugeot Typ 165
Der Peugeot Typ 165 ist ein Automodell des französischen Automobilherstellers Peugeot, von dem ab 1919 Fahrzeuge produziert wurden.
Die Fahrzeuge besaßen einen Sechszylinder-Viertaktmotor, der vorne angeordnet war und über Kardan die Hinterräder antrieb. Der Motor hatte 5954 cm³ Hubraum mit 95 mm Bohrung und 140 mm Hub.
Bei einem Radstand von 3500 mm und einer Spurbreite von 1400 mm betrug die Fahrzeuglänge 4645 mm. Die Karosserieformen Torpedo Skiff Grand Luxe war für einen erlesenen Kreis von Sportwagenfahrern geschaffen worden.